# 自由憲章

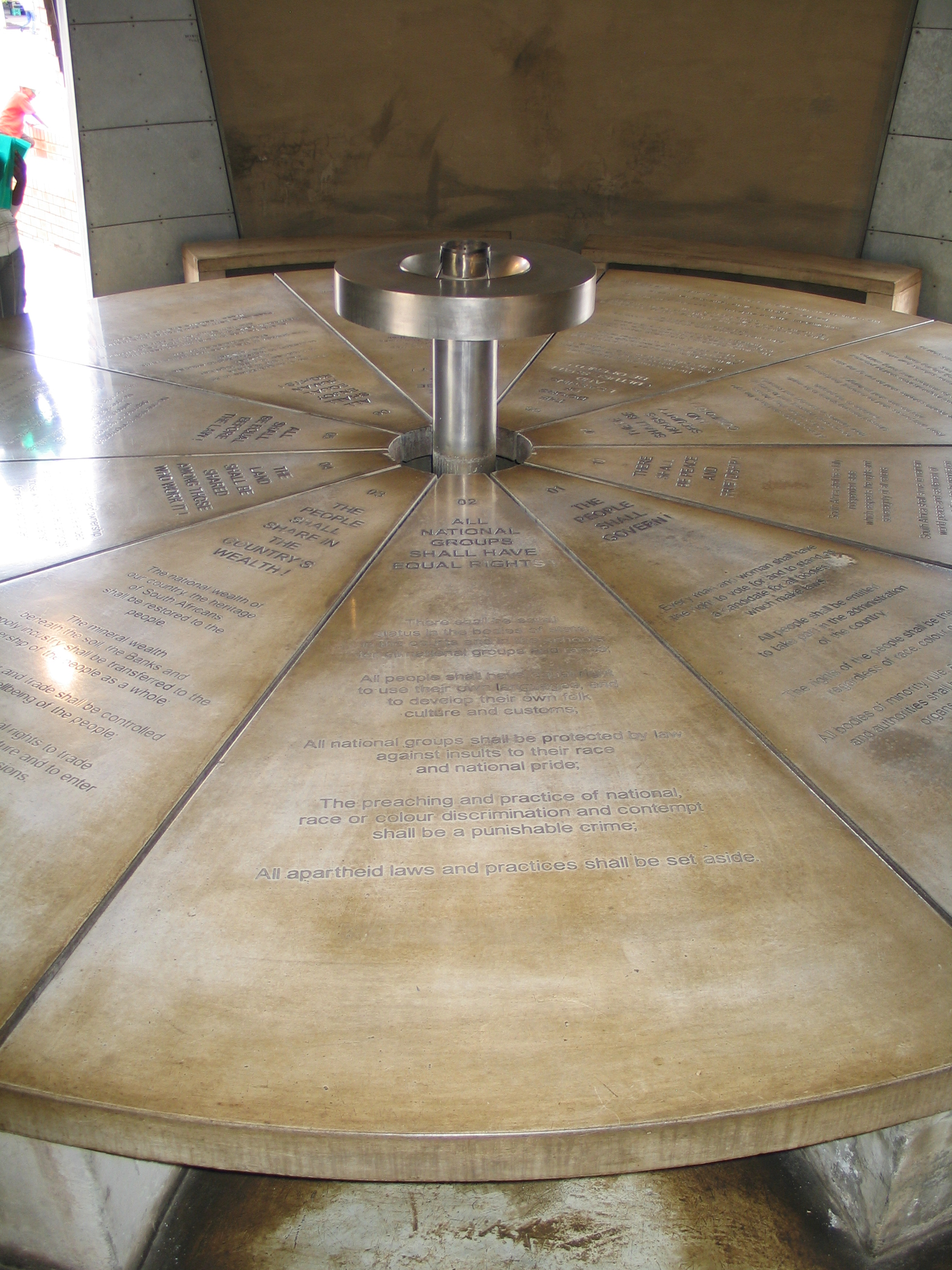
記念碑

自由憲章（じゆうけんしょう）とは1955年、南アフリカにおいて反アパルトヘイト体制をとるアフリカ民族会議（ANC）、南アフリカ・インド人評議会（SAIC）をはじめとする組織によって採択された憲章。「南アフリカは、黒人、白人を問わず、そこに住むすべての人々に属する」という文言で始まる。